# Kōhei Oguri
Kōhei Oguri (小栗康平?, Oguri Kōhei; Maebashi, 29 ottobre 1945) è un regista e sceneggiatore giapponese.
È conosciuto per aver vinto il Grand Prix Speciale della Giuria al Festival di Cannes con il suo film L'aculeo della morte (1990) e per aver ricevuto una nomination all'Oscar come miglior film straniero con il suo film Il fiume di fango (1981).

## Biografia
Nato a Maebashi, nella prefettura di Gunma, Oguri è diventato aiuto regista freelance subito dopo aver frequentato l'Università di Waseda. Il suo debutto alla regia avvenne nel 1981 con Il fiume di fango, ottenendo il Japan Academy Prize per il regista dell'anno e una menzione al Directors Guild of Japan New Directors Award. Il fiume di fango ha anche ottenuto una nomination all'Oscar come miglior film straniero e il Silver Prize al 12º Festival cinematografico internazionale di Mosca. Nel 1985 è stato membro della giuria del 14º Festival cinematografico internazionale di Mosca.

## Filmografia
- Il fiume di fango (1981)
- Kayako no tameni (1984)
- L'aculeo della morte (1990)
- Sleeping Man (1996)
- La foresta sepolta (2005)